# Macroperipatus insularis
Macroperipatus insularis é uma espécie de invertebrado da família Peripatidae.
É endémica da Jamaica.